# Dulgibins
 (mars 2019).

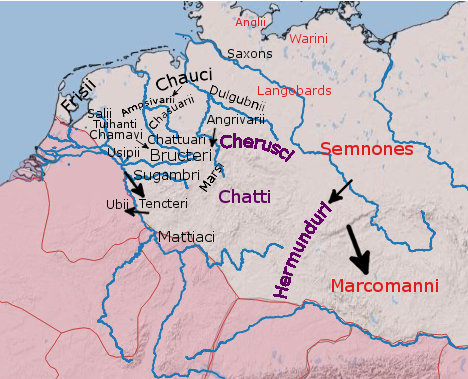
La Germanie au 1er siècle.

Les Dulgibins, en latin Dulgibinii, est une tribu de Germanie, au nord-est, sur les bords de l’Amisius, aujourd'hui l'Ems. 
Tacite en donne la description suivante, La Germanie, chapitre XXXIV :
« Les Angrivariens et les Chamaves sont enserrés à l'arrière de leur territoire par les Dulgubins et les Chasuaires et d'autres populations qui ne sont guère connues. Devant eux, ils ont les Frisons pour voisins immédiats. On distingue, en fonction de leur puissance, les Frisons Majeurs et Mineurs. Ces deux ethnies sont bordées par le Rhin jusqu'à l'Océan. Elles occupent aussi les rives de lacs immenses. »

## Source
« Dulgibins », dans Pierre Larousse, Grand dictionnaire universel du XIXe siècle, Paris, Administration du grand dictionnaire universel, 15 vol., 1863-1890 [détail des éditions].